# OTP Bank (Rosja)
OTP Bank (ros. ОТП Банк) – rosyjski bank komercyjny z siedzibą w Moskwie. Został założony w 1994 roku pod nazwą „Sbierbank Giermies” (ros. Сбербанк Гермес) i był wówczas częścią Sbierbanku Rossii. W październiku 2006 roku właścicielem banku została węgierska spółka OTP Bank. Obecnie należy do TOP-50 największych banków w Rosji i skupia się na udzieleniu kredytów konsumpcyjnych. Od roku 2015 prezydentem banku jest Ilja Cziżewski.